# Anthophora pubescens
Anthophora pubescens là một loài Hymenoptera trong họ Apidae. Loài này được Fabricius mô tả khoa học năm 1781.